# بخش ال آلتو
بخش ال آلتو (به اسپانیایی: Departamento El Alto) یک منطقهٔ مسکونی در آرژانتین است که در استان کاتامارکا واقع شده‌است. بخش ال آلتو ۲٬۳۲۷ کیلومتر مربع مساحت و ۳٬۴۰۰ نفر جمعیت دارد.